# مسجد العمري (الرمثا)
مسجد العمري (أو الجامع العمري)، المعروف أيضًا بـ"مسجد عمر بن الخطاب"، او المسجد العمري الكبير يُعد من أقدم وأهم المساجد في مدينة الرمثا في الأردن، تم بنائه في العشرينات من القرن العشرين، حيث يجسد معاني تاريخية وتراثية غنية ويروي قصصًا من الماضي الطويل للمدينة. ويعد مسجد العمري معلم ديني وتراثي بارز في الرمثا، فهو يعد شاهد على تاريخ المدينة وذاكرتها. يجمع المسجد بين الطراز المعماري الإسلامي القديم والموقع الاستراتيجي الذي جعله مركزًا للحياة الاجتماعية والاقتصادية في مدينة الرمثا. ويعد المسجد أحد أقدم عشرة مساجد في المملكة.

## تاريخه
بحسب اهالي المنطقة فان تاريخ بناء المسجد كان في بدايات القرن العشرين[بحاجة لمصدر]

## الموقع
يقع المسجد على تلة عالية في قلب الرمثا، مما يجعله نقطة جذب بارزة للزوار والسكان المحليين. يحيط به العديد من الأسواق التجارية والمباني التراثية، ما يساهم في حركة نشطة حوله خاصة خلال المناسبات والأعياد. ورغم أن الرمثا تضم اليوم أكثر من 50 مسجدًا موزعة على مختلف أحيائها، إلا أن المسجد العمري يحتفظ بمكانة خاصة في قلوب سكانها، لا سيما كبار السن الذين يرتبطون بذكريات طويلة بهذا الصرح الديني العريق.

## التصميم
يتميز المسجد بطرازه الإسلامي التقليدي؛ فهو ذو تصميم مستطيل تعلوه قبة مستديرة ذات شبابيك تسمح بدخول ضوء الشمس. أما المئذنة، الواقعة في الجهة الغربية، فيبلغ ارتفاعها أكثر من 60 متر، ويمكن الوصول إلى أعلاها عبر درج مستدير. كانت المئذنة ذات أهمية خاصة للأطفال، حيث كانوا ينتظرون بفارغ الصبر إضاءتها بالأضواء الملونة قبيل أذان المغرب. كما ارتبطت المئذنة بعادات اجتماعية فريدة، مثل حمل الأطفال إليها للتبارك أثناء مراسم الختان.

## المجالس العلمية الهاشمية
عام 2024 نظمت مديرية أوقاف لواء الرمثا المجلس العلمي الهاشمي في المسجد لأول مرة بعنوان كتاب جامع العلوم والحكم لابن رجب الحنبلي رحمه الله تعالى.

## انظر ايضا
- مسجد إربد الكبير
- المسجد العمري (الطرة)
- المسجد المملوكي (اربد)
- قائمة مساجد الأردن

## روابط خارجية
- صورة قديمة للمسجد العمري وبلدية الرمثا jordanhistory.com